# مایکل اشمیت (بازیکن فوتبال)
مایکل اشمیت (انگلیسی: Michael Schmidt؛ زادهٔ ۶ اوت ۱۹۶۲) بازیکن فوتبال اهل آلمان است.
از باشگاه‌هایی که در آن بازی کرده‌است می‌توان به باشگاه شارلوتنبرگ برلین، باشگاه فوتبال بلاو-وایس ۹۰ برلین، و باشگاه فوتبال هامبورگ اشاره کرد.